# Ufouria: The Saga
Ufouria: The Saga, i Japan känt som Hebereke (へべれけ?), är ett sidscrollande äventyrsspel utvecklat av  Sunsoft till NES. Spelet utgavs i Japan den 20 september 1991, i Europa den 19 november 1992 och i Australien samma år.

## Handling
Vänerna Bop-Louie, Freeon-Leon, Shades och Gil är ute och promenerar, då de får syn på en stor krater i marken. De går fram till kanten, och alla utom Bop-Louie faller ner. Bop-Louie beger sig ner i kratern för att rädda sina vänner.

### Fotnoter
1. ↑  ファミ通, Kadokawa Game Linkage, läs online, läst: 2 augusti 2024 .[källa från Wikidata]
2. ↑  läs online, www.gamearchive.jp , läst: 2 augusti 2024.[källa från Wikidata]
3. ↑  Nintendo, läs online, läst: 2 augusti 2024.[källa från Wikidata]
4. ↑  Nintendo, läs online, läs online och läs online, läst: 2 augusti 2024.[källa från Wikidata]
5. ↑  ファミ通, Kadokawa Game Linkage, läs online, läst: 2 augusti 2024 .[källa från Wikidata]
6. 1 2  ”Ufouria”. NES DB. 27 februari 1991. Arkiverad från originalet den 11 mars 2015. https://web.archive.org/web/20150311182619/http://www.nesdb.se/game_more.php?id=648&rid=1. Läst 23 april 2014.